# Giro del Belgio 1952
Il Giro del Belgio 1952, trentaseiesima edizione della corsa, si svolse in sei tappe tra il 20 e il 25 maggio 1952, per un percorso totale di 1 472 km e fu vinto dal belga Henri Van Kerckhove.

## Tappe
| Tappa  | Data      | Percorso                 | km    | Vincitore di tappa  | Leader cl. generale |
| ------ | --------- | ------------------------ | ----- | ------------------- | ------------------- |
| 1ª     | 20 maggio | Bruxelles > Blankenberge | 253   | Robert Vanderstockt |                     |
| 2ª     | 21 maggio | Blankenberge > Quaregnon | 237   | Maurice Mollin      |                     |
| 3ª     | 22 maggio | Quaregnon > Jambes       | 231   | Lucien Mathijs      |                     |
| 4ª     | 23 maggio | Namur > Virton           | 260   | Daniel Taillieu     |                     |
| 5ª     | 24 maggio | Virton > Liegi           | 235   | André Rosseel       | Lucien Mathys       |
| 6ª     | 25 maggio | Liegi > Bruxelles        | 256   | Frans Leenen        | Henri Van Kerckhove |
| Totale | Totale    | Totale                   | 1 472 |                     |                     |

## Dettagli delle tappe

### 1ª tappa
- 20 maggio: Bruxelles > Blankenberge – 253 km

Risultati
| Pos. | Corridore           | Squadra      | Tempo    |
| ---- | ------------------- | ------------ | -------- |
| 1    | Robert Vanderstockt | Peugeot      | 6h30'37" |
| 2    | Marcel Ryckaert     | Mercier      | a 17"    |
| 3    | Roger De Corte      | Groene Leeuw | s.t.     |

### 2ª tappa
- 21 maggio: Blankenberge > Quaregnon – 237 km

Risultati
| Pos. | Corridore         | Squadra   | Tempo    |
| ---- | ----------------- | --------- | -------- |
| 1    | Maurice Mollin    | Mercier   | 6h17'19" |
| 2    | Gaston De Wachter | L'Express | s.t.     |
| 3    | René Mertens      | Bristol   | s.t.     |

### 3ª tappa
- 22 maggio: Quaregnon > Jambes – 231 km

Risultati
| Pos. | Corridore          | Squadra       | Tempo    |
| ---- | ------------------ | ------------- | -------- |
| 1    | Lucien Mathys      | Groene Leeuw  | 6h46'14" |
| 2    | Marcel De Mulder   | Alcyon-Dunlop | s.t.     |
| 3    | Georges Vermeersch | Individuale   | s.t.     |

### 4ª tappa
- 23 maggio: Namur > Virton – 260 km

Risultati
| Pos. | Corridore        | Squadra      | Tempo    |
| ---- | ---------------- | ------------ | -------- |
| 1    | Daniel Taillieu  | Plume Sport  | 7h26'14" |
| 2    | Gilbert Vermote  | Groene Leeuw | s.t.     |
| 3    | Edgard Sorgeloos | Garin-Wolber | a 52"    |

### 5ª tappa
- 24 maggio: Virton > Liegi – 235 km

Risultati
| Pos. | Corridore           | Squadra      | Tempo    |
| ---- | ------------------- | ------------ | -------- |
| 1    | André Rosseel       | Terrot       | 7h04'09" |
| 2    | Roger Gyselinck     | Groene Leeuw | s.t.     |
| 3    | Robert Vanderstockt | Peugeot      | s.t.     |

### 6ª tappa
- 25 maggio: Liegi > Bruxelles – 256 km

Risultati
| Pos. | Corridore       | Squadra      | Tempo    |
| ---- | --------------- | ------------ | -------- |
| 1    | Frans Leenen    | Royal Nord   | 6h53'48" |
| 2    | Valère Ollivier | Bertin       | s.t.     |
| 3    | Lucien Mathys   | Groene Leeuw | s.t.     |

## Classifiche finali

### Classifica generale
| Pos. | Corridore           | Squadra        | Tempo     |
| ---- | ------------------- | -------------- | --------- |
| 1    | Henri Van Kerckhove | Individuale    | 41h04'54" |
| 2    | Marcel De Mulder    | Alcyon-Dunlop  | a 2'56"   |
| 3    | Georges Vermeersch  | Individuale    | a 3'50"   |
| 4    | Roger De Corte      | Groene Leeuw   | a 6'03"   |
| 5    | Marcel Hendrikx     | Alcyon-Dunlop  | a 7'00"   |
| 6    | Liévin Lerno        | Groene Leeuw   | a 7'12"   |
| 7    | Pino Cerami         | Peugeot        | a 7'17"   |
| 8    | Maurice Blomme      | Bertin         | a 7'41"   |
| 9    | Valère Ollivier     | Bertin         | a 8'04"   |
| 10   | Isidore De Ryck     | Dilecta-Wolber | a 8'34"   |